# España en la Copa Mundial de Fútbol de 1930
No hubo participación de España en la Copa Mundial de Fútbol de 1930, a pesar de haber sido invitada. La Federación Española de Fútbol decidió no disputar el torneo de Uruguay debido a la lejanía del lugar, la larga duración de los viajes marítimos transatlánticos y la oposición de los clubes.

## La selección española
En 1930, la selección española de fútbol estaba en un buen momento. Su mayor éxito internacional hasta entonces había sido la medalla de plata conseguida en los Juegos Olímpicos de Amberes de 1920, donde se creó el mito de la «furia española». El resultado incrementó en España tanto el número de practicantes como el de espectadores de partidos de fútbol. El profesionalismo arraigó y fue reconocido en 1924, con lo que el fútbol dejó de ser patrimonio de las clases pudientes. En consecuencia, la Federación Española llevó a los Juegos Olímpicos de Ámsterdam de 1928 una selección compuesta solo por aficionados que fue derrotada por la todavía profesional selección italiana.
El fútbol había arraigado en España. La Copa del Rey se venía desarrollando desde 1902 y los principales equipos eran el Athletic Club de Bilbao, el Fútbol Club Barcelona y el Real Madrid, que eran también los que más jugadores aportaban a la selección. El profesionalismo hizo que los clubes buscaran nuevos ingresos, por lo que se construían estadios más grandes y se creó una nueva competición a finales de 1928: la Liga. Barcelona y Athletic de Bilbao habían sido los ganadores en las dos ediciones disputadas.
El Congreso de la FIFA celebrado en 1929 en Barcelona decidió al fin celebrar un campeonato del mundo cada cuatro años, y que el primero se disputaría en 1930 en Uruguay. Los motivos de la elección eran que este país era doble campeón olímpico (1924 y 1928) y que en ese año celebraba el centenario de la Jura de la Constitución.
Los partidos amistosos disputados por España desde la derrota de Ámsterdam reflejaban un buen nivel del equipo. El 17 de marzo de 1929, en Sevilla, derrotó a Portugal por 5 a 0. Un mes más tarde, el 14 de abril, goleó a Francia en Zaragoza por 8 a 1. Pero su resultado más resonante fue la victoria sobre Inglaterra el 15 de mayo en el Stadium Metropolitano de Madrid por 4 a 3. Los inventores del fútbol venían de derrotar a Bélgica y Francia por sendas goleadas y el partido supuso su primera derrota fuera de casa en toda su historia. La noticia dio la vuelta al mundo y aumentó el prestigio futbolístico de España.

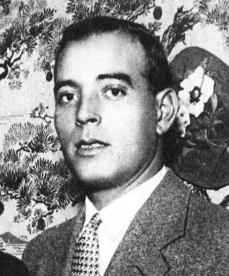
Ricardo Zamora, el jugador español más destacado del momento.

A Ricardo Zamora y Samitier, supervivientes de la medalla de plata de Amberes, se sumaban otros grandes futbolistas: los defensas Quesada, Ciriaco y Quincoces; los medios Manolo Meana y Juan Mari Peña; y los delanteros Ventolrá, Luis Regueiro, Gaspar Rubio, Goiburu, Lazcano, Gorostiza, Iraragorri, Muguerza y Alcántara.

## La decisión
En 1930 los vuelos comerciales transatlánticos no existían todavía. El viaje hasta Uruguay debía hacerse en barco y duraba catorce días. Entre ida, torneo y retorno podrían transcurrir dos meses. Además, Europa estaba sumida en una grave crisis económica. Conocedoras de esta situación, las autoridades uruguayas ofrecieron todo tipo de facilidades, asumiendo los gastos de viaje, alojamiento y manutención, además del pago de unas dietas.
Desde un primer momento, los clubes pusieron todo tipo de obstáculos a la participación en el nuevo campeonato. Habían entrado en la dinámica de la profesionalización y necesitaban dinero para pagar a sus jugadores. Para ello, organizaban torneos veraniegos que les proporcionaban ingresos adicionales. Consideraban que una ausencia de dos meses de sus mejores jugadores constituiría un grave perjuicio económico y deportivo. Los futbolistas se sumaron a la queja. Y el golpe de gracia lo dio el seleccionador nacional José María Mateos al redactar un informe totalmente contrario a la participación en el Campeonato del Mundo. En él afirmaba que, si finalmente la Federación decidía participar, él se vería obligado a renunciar porque no se podía permitir ausentarse dos meses de su trabajo.
La Federación Española de Fútbol tuvo ciertas dudas, pero estaba dominada por los clubes. En julio de 1929 se celebró una asamblea extraordinaria que apoyó, por ciento trece votos contra dieciséis, no acudir a Uruguay. El 1 de enero de 1930 la selección española se enfrentó en partido amistoso a Checoslovaquia en Barcelona y la derrotó por 1 a 0, lo que confirmaba su buena trayectoria. Sin embargo, eso no impidió que a principios del mes siguiente el Comité Ejecutivo de la Federación tomara la decisión final de no participar en el Mundial. Los argumentos ofrecidos fueron el escaso tiempo para preparar el torneo, el cansancio de los jugadores a la finalización del Campeonato de Liga y las dudas acerca del éxito final.

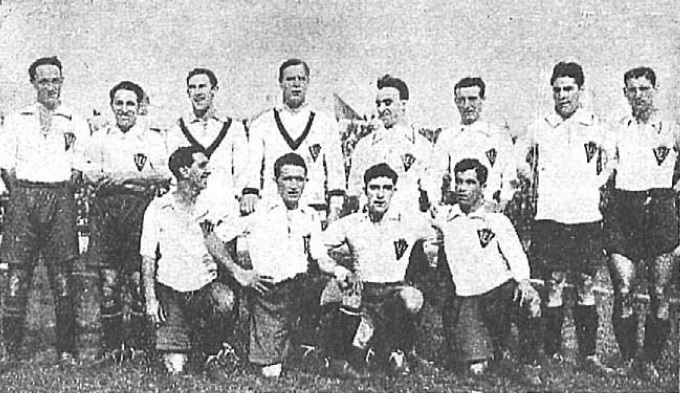
Selección española que derrotó a Portugal por 5-0 en Sevilla el 17 de marzo de 1929.

Aunque algunos han querido ver motivaciones políticas en la decisión, basadas en un supuesto disgusto por festejar el centenario de la independencia de una antigua colonia, no parece que ese tipo de consideraciones influyeran ni en el declinante directorio del general Primo de Rivera, ni en el posterior gobierno del general Berenguer, que tenían otras preocupaciones mayores en esos momentos.

## Otras ausencias
La de España no fue la única ausencia importante. La mayoría de las selecciones europeas rehusaron participar. Algunos ya habían calificado a Uruguay como un país «inaccesible» tras su designación. Dos meses antes del comienzo del torneo ningún país del Viejo Continente había confirmado su asistencia. Solo el impulso personal de Jules Rimet movió a Francia. Su ejemplo fue seguido por el rey Miguel con Rumanía. Finalmente, también Bélgica y Yugoslavia decidieron atravesar el Atlántico. Estas cuatro selecciones consiguieron que el campeonato fuera realmente mundial. Las autoridades uruguayas interpretaron la falta de asistencia como un boicot. En consecuencia, cuatro años después decidieron corresponder de la misma manera y Uruguay no acudió al Campeonato del Mundo de Italia.